# Urbalacone
Urbalacone település Franciaországban, Corse-du-Sud megyében. Lakosainak száma 63 fő (2022. január 1.). Urbalacone Albitreccia, Cardo-Torgia, Guargualé, Petreto-Bicchisano és Zigliara községekkel határos.

## Népesség
A település népessége az elmúlt években az alábbi módon változott:
| Lakosok száma | 104  | 71   | 63   | 65   | 71   | 69   | 65   | 61   | 59   | 63   |
|               | 1968 | 1982 | 1990 | 2006 | 2013 | 2015 | 2017 | 2019 | 2020 | 2022 |